# Lancer du poids masculin aux championnats du monde d'athlétisme en salle 2024
Pour un article plus général, voir Championnats du monde d'athlétisme en salle 2024.
Navigation
2022 2025
L'épreuve du lancer du poids masculin des championnats du monde en salle de 2024 se déroule le 1er mars 2024 dans l'Emirates Arena de Glasgow, en Écosse. Le concours se dispute sous la forme d'une finale directe.

## Résultats
| Rang               | Athlète               | Nationalité        | Essais | Essais | Essais | Essais | Essais | Essais | Marque | Notes |
| Rang               | Athlète               | Nationalité        | 1      | 2      | 3      | 4      | 5      | 6      | Marque | Notes |
| ------------------ | --------------------- | ------------------ | ------ | ------ | ------ | ------ | ------ | ------ | ------ | ----- |
| Médaille d'or      | Ryan Crouser          | États-Unis         | 22.36  | x      | 22.00  | 22.51  | 22.77  | 22.69  | 22.77  | CR    |
| Médaille d'argent  | Tomas Walsh           | Nouvelle-Zélande   | 22.07  | 21.65  | 21.06  | 22.03  | 21.92  | 21.51  | 22.07  |       |
| Médaille de bronze | Leonardo Fabbri       | Italie             | 21.96  | x      | 20.58  | 21.82  | x      | x      | 21.96  |       |
| 4                  | Zane Weir             | Italie             | x      | 20.80  | 21.31  | 21.85  | x      | 21.13  | 21.85  | SB    |
| 5                  | Jacko Gill            | Nouvelle-Zélande   | 20.76  | 21.18  | 20.82  | 21.69  | 21.49  | 21.13  | 21.69  | SB    |
| 6                  | Chukwuebuka Enekwechi | Nigeria            | x      | 21.28  | 21.21  | 21.60  | 21.32  | x      | 21.60  |       |
| 7                  | Darlan Romani         | Brésil             | x      | 21.11  | 20.67  | 20.04  | 20.83  | x      | 21.11  | SB    |
| 8                  | Filip Mihaljević      | Croatie            | 20.28  | 20.73  | x      | 20.56  | x      | x      | 20.73  |       |
| 9                  | Mesud Pezer           | Bosnie-Herzégovine | 19.78  | 20.41  | x      |        |        |        | 20.41  |       |
| 10                 | Scott Lincoln         | Grande-Bretagne    | 20.23  | 20.23  | 20.36  |        |        |        | 20.36  |       |
| 11                 | Tomáš Staněk          | Tchéquie           | x      | 20.15  | 20.31  |        |        |        | 20.31  |       |
| 12                 | Bob Bertemes          | Luxembourg         | 19.74  | 20.30  | x      |        |        |        | 20.30  |       |
| 13                 | Roger Steen           | États-Unis         | x      | 19.97  | x      |        |        |        | 19.97  |       |
| 14                 | Mostafa Amr Hassan    | Égypte             | x      | 19.75  | 19.88  |        |        |        | 19.88  | SB    |
| 15                 | Uziel Muñoz           | Mexique            | 19.04  | 19.28  | x      |        |        |        | 19.28  | SB    |
|                    | Rajindra Campbell     | Jamaïque           | x      | x      | x      |        |        |        | NM     |       |

## Légende
Records et Performances
- AR : Record continental (area record)
- CR : Record des championnats (championship record)
- MR : Record du meeting (meet record)
- NR : Record national (national record)
- OR : Record olympique (olympic record)
- PR : Record paralympique (paralympic record)
- PB : Record personnel (personal best)
- SB : Meilleure performance personnelle de la saison (season's best)
- WL : Meilleure performance mondiale de l'année (world leader)
- WJR : Record du monde junior (world junior record)
- WR : Record du monde (world record)

Circonstances et Conditions
- DNF : N'a pas terminé (did not finish)
- DNS : N'a pas pris le départ (did not start)
- DQ : Disqualification (disqualification)
- NM : Aucun essai valable enregistré (No Mark)
- Q : Qualifié « directement » au prochain tour (ou à la prochaine compétition), lors d'une compétition majeure, grâce au classement ou à la réalisation des minima (automatic qualifier)
- q : Qualifié au prochain tour (ou à la prochaine compétition), lors d'une compétition majeure, grâce au repêchage ou à la réalisation de l'une des meilleures performances parmi celles des « non qualifiés directement » (grâce au meilleur temps ou à la meilleure distance par exemple) (secondary qualifier)